# Siebenkampf-Länderkampf der Frauen 1982 BR Deutschland – Sowjetunion
| 3. Leichtathletik-Länderkampf mit bundesdeutscher Beteiligung 1982 | 3. Leichtathletik-Länderkampf mit bundesdeutscher Beteiligung 1982 |
| ------------------------------------------------------------------ | ------------------------------------------------------------------ |
|                                                                    |                                                                    |
| Siebenkampf-Vergleich der Frauen: BR Deutschland – Sowjetunion     |                                                                    |
| Austragungsort                                                     | Mannheim                                                           |
| Wettbewerbe                                                        | 1                                                                  |
| Datum                                                              | 9./10. Juni                                                        |
| 1. URS 2. FRG                                                      | 24.466 P 24.241 P                                                  |
| Chronik                                                            |                                                                    |
| ← FRG-URS 10kampf (M)                                              | FRG-ITA-POL (M) →                                                  |

Im dritten Vergleich des Länderkampfjahres 1982 traten die bundesdeutschen Mehrkämpferinnen wie ihre männlichen Kollegen am 9./10. Juni in Mannheim gegen die Sowjetunion an. Zum zweiten Mal wurde anstelle eines Fünfkampfs ein Siebenkampf ausgetragen. Zwölf Mehrkampfbegegnungen zwischen diesen Teams hatte es zuvor gegeben, acht hatte die Sowjetunion gewonnen (darunter auch den ersten Siebenkampf im Vorjahr), vier die Bundesrepublik Deutschland.

## Modus
Jedes Team konnte maximal sechs Vertreterinnen stellen, von denen die vier Besten durch Addition ihrer Punktzahlen gewertet wurden. Die Sowjetunion setzte nur fünf Teilnehmerinnen ein, die Bundesrepublik trat mit sechs Wettkämpferinnen an.

## Ergebnis
Im diesjährigen Aufeinandertreffen der beiden Teams ging es wieder sehr eng zu. In der Einzelwertung lagen auf den Rängen eins und drei zwei bundesdeutsche Siebenkämpferinnen. Der Abstand in den Gesamtpunktzahlen betrug am Ende lediglich 225 Punkte. Die bundesdeutschen Siebenkämpferinnen unterlagen mit 24.241 zu 24.466 Punkten.

## Legende
Kurze Übersicht zur Bedeutung der Symbolik – so üblicherweise auch in sonstigen Veröffentlichungen verwendet:
| DNF | nicht im Ziel (did not finish) |
| DNS | nicht am Start (did not start) |

## Resultat

### Siebenkampf
| Platz | Name                   | Nation | Punkte | 100 m Hürden | Kugel- stoßen | Hoch- sprung | 200 m   | Weit- sprung | Speer- wurf | 800 m       |
| ----- | ---------------------- | ------ | ------ | ------------ | ------------- | ------------ | ------- | ------------ | ----------- | ----------- |
| 01    | Sabine Everts          | FRG    | 6484   | 13,45 s      | 12,39 m       | 1,89 m       | 23,73 s | 6,75 m       | 36,02 m     | 2:07,73 min |
| 02    | Natalja Schubenkowa    | URS    | 6288   | 13,44 s      | 12,95 m       | 1,77 m       | 24,27 s | 6,00 m       | 41,70 m     | 2:07,66 min |
| 03    | Iris Künstner          | FRG    | 6216   | 13,90 s      | 13,38 m       | 1,89 m       | 24,78 s | 6,24 m       | 35,32 m     | 2:11,30 min |
| 04    | Jekaterina Gordienko   | URS    | 6160   | 13,90 s      | 15,29 m       | 1,80 m       | 24,57 s | 6,32 m       | 32,22 m     | 2:15,20 min |
| 05    | Walentina Kurotschkina | URS    | 6047   | 13,88 s      | 12,76 m       | 1,80 m       | 24,58 s | 6,17 m       | 37,76 m     | 2:18,23 min |
| 06    | Nadeschda Winogradowa  | URS    | 5971   | 14,62 s      | 13,21 m       | 1,71 m       | 24,26 s | 5,89 m       | 37,76 m     | 2:10,52 min |
| 07    | Birgit Dressel         | FRG    | 5807   | 14,16 s      | 12,10 m       | 1,86 m       | 25,70 s | 5,78 m       | 34,18 m     | 2:16,51 min |
| 08    | Helga Nusko            | FRG    | 5734   | 14,50 s      | 12,91 m       | 1,77 m       | 25,96 s | 6,00 m       | 39,46 m     | 2:25,40 min |
| 09    | Birgit Clarius         | FRG    | 5669   | 14,43 s      | 11,75 m       | 1,77 m       | 25,33 s | 5,63 m       | 37,22 m     | 2:20,14 min |
| 10    | Olga Abramowa          | URS    | 5346   | 14,71 s      | 11,48 m       | 1,71 m       | 26,12 s | 5,70 m       | 33,12 m     | 2:28,51 min |
| DNF   | Cornelia Sulek         | FRG    |        | 14,34 s      | 14,43 m       | 1,89 m       | 25,34 s | 5,98 m       | 38,24 m     | DNS         |